# Hermines Liste – Die Kinder der unbarmherzigen Schwestern
Hermines Liste – Die Kinder der unbarmherzigen Schwestern ist ein im Jahr 2005 produzierter Dokumentarfilm des Regisseurs Uli Veith (Produzent: Bernd Wilting/Taglicht Media) über die Folgen von Gewalteinsatz in der Heimerziehung. Erstausgestrahlt wurde der Film vom Fernsehsender 3sat am 25. Februar 2007.
Die Film- und Medienstiftung NRW förderte die Produktion mit 35.000 Euro. Im Mittelpunkt steht laut Filmstiftung „das obsessive Bemühen der transsexuellen Landwirtin, Radiotechnikerin und Parapsychologin Hermine Schneider, 35 Jahre zurück liegende Misshandlungen in einem katholischen Kinderheim mittels gesammelter Notizen zu beweisen.“

## Inhalt
Jahrelang erhob Schneider (* 1956) Misshandlungsvorwürfe gegen das vom Orden Arme Dienstmägde Jesu Christi („Dernbacher Schwestern“) geleitete St.-Josef-Kinderheim Eschweiler. Um ihre Vorwürfe zu beweisen, suchte sie Menschen, die ebenfalls in dem Kinderheim gelebt hatten, und dokumentierte deren Erinnerungen. Ihre Liste mit Namen ehemaliger Heimkinder ist Ausgangspunkt des Dokumentarfilms.
Der Film zeigt einige der ehemaligen Heimkinder. Fast alle waren krank, frühverrentet oder straffällig geworden.
Der Film berichtet auch über Willi Kappes (1955–2015). Im Jahr 2004 hatte Hermine Schneider dafür gesorgt, dass ihr Cousin nach rund 45 Jahren aus der Jugendpsychiatrie Viersen-Süchteln entlassen wurde. Im Alter von drei Jahren war er wegen Problemverhaltens eingewiesen worden. Ihm waren täglich Psychopharmaka verabreicht worden, er hatte nie eine Schule besucht und zeitweise das Sprechen verlernt.
Hermine Schneider stellte zusammen mit weiteren Betroffenen beim Versorgungsamt in Aachen Anträge auf Opferentschädigung nach dem Opferentschädigungsgesetz.
Außerdem trat sie gegenüber der katholischen Kirche und den Armen Dienstmägden Jesu Christi als Opfervertreterin auf. Die Kirche reagierte mit Unterlassungsklagen und Betrugsanzeigen.
3sat schrieb in der Sendeankündigung, in der Begegnung mit den ehemaligen Heimkindern werde deutlich, „dass Hermine in der obsessiven Auseinandersetzung mit ihrer Vergangenheit einen Überlebensweg gefunden hat, der sie vor den schlimmsten Folgen eines totgeschwiegenen Erziehungstraumas bewahrt”“.

## Hintergrund
Die Armen Dienstmägde Jesu Christi verneinten auch im Jahr 2008 weiterhin, dass brutale Erziehungsmethoden in ihren Kinderheimen angewendet worden seien. Sie unterstellten Hermine Schneider und anderen ehemaligen Heimkindern ein false memory. Im Jahr 2010 räumte der Orden „körperliche Züchtigungen“ ein, die „auch mit dem damaligen pädagogischen Zeitgeist nicht in Einklang zu bringen“ seien, und bat auf seiner Internetseite um Vergebung.
Im Jahr 2019 stiftete Hermine Schneider ihre privaten Dokumente, Briefe, Fotos, Gutachten, Tonband- und Filmaufnahmen sowie ihr Megafon, die die Aspekte des Themas Heimerziehung in der frühen Bundesrepublik belegen, der zeitgeschichtlichen Sammlung im Haus der Geschichte in Bonn.